# Požarevac
Požarevac (kyrilliska: Пожаревац, tyska: Passarowitz) är en stad i östra Serbien. Staden är huvudort i distriktet Braničevo.
Staden hade 44 183 invånare (2011), på en areal av 74,39 km². Stadens administrativa område hade 75 334 invånare (2011), på en areal av 483,18 km². Det administrativa området delas in i två stadskommuner, Kostolac och Požarevac. Stadskommunen Požarevac hade 61 697 invånare (2011).

## Historia
Staden omnämns för första gången år 1467. Under äldre tider benämndes staden som Passarowitz, känd i Österrikes historia genom freden i Passarowitz den 21 juli 1718 mellan Österrike och Osmanska riket, då prins Eugen av Savojen, befälhavare över den österrikiska armén, erövrat området Banatet från det osmanska riket. Därmed övergick Banatet till det habsburgska riket.
Stadens blomstrande tid kom i samband med att knjaz Miloš Obrenović kom till makten. Han uppförde bland annat en ny basar år 1827, det kungliga residenset år 1825 och även Ljubičevo år 1860 i slutet på hans andra regeringsperiod (som även knez Mihajlo Obrenović fortsatte att regera över).
Den äldsta skolan i Požarevac och även i hela Serbien är Dositej Obradović-skolan, grundad 1733 inom ramen för den lokala serbisk-ortodoxa kyrkan och uppkallad efter Dositej Obradović.
År 1842 fick invånarna i Požarevac en teater där bland annat premiären av William Shakespeares Romeo och Julia spelades. Detta var den första platsen på hela Balkan som någon pjäs av William Shakespeare hade spelats. Några av Serbiens största och viktigaste konstnärer och artister har sina rötter här eller har tillbringat stora delar av sina yrkesverksamma liv i Požarevac.
I och kring kommunen ligger ett stort antal mycket betydelsefulla arkeologiska platser. De mest kända och viktiga är Lepenski Vir (Golubac), Margum (Dubravica), Viminacium (Kostolac), Rukumija och Velika majka också känd som Kličevački idol (Kličevca) från bronsåldern.
I Požarevac föddes Slobodan Milošević den 20 augusti 1941; han begravdes i staden den 18 mars 2006.
Traditionella tillställningar är hästtävlingen "Ljubičevske konjske igre" och hyllningen till skådespelaren "Milivoje Zivanović".
Staden firar sin befrielsedag, både ur första och andra världskriget, den 15 oktober varje år.
Flera stora och gamla lärosäten finns i staden. Några av de mer kända är "Tabačka čaršija" och "Milena Pavlović-Barilis galleri".

## Geografi
Požarevac är ett centrum för administration, ekonomi och kultur i Serbien. Staden ligger cirka 80 km sydost om huvudstaden Belgrad och ligger mellan tre floder: Donau, Velika Morava (Stora Morava) och Mlava. 
Staden har stor regional betydelse och är huvudort i distriktet Braničevo. Distriktet Braničevo innefattar förutom kommunen Požarevac även kommunerna Veliko Gradište, Golubac, Žabari, Žagubica, Kučevo, Malo Crniće och Petrovac.
Tack vare den väl utbyggda infrastrukturen och kommunens egna naturresurser kom Požarevac att bli ett välutvecklad industriellt centrum i före detta Jugoslavien. Dock har en betydande del av denna industri under de senaste decennierna av 2000-talet kommit att förstöras på grund av krig och ekonomiska kriser. Det mest välkända och enda stora företaget som fortfarande existerar är fabriken "Koncern zdrave hrane Bambi", ungefärlig översättning på svenska "Koncernen för nyttig mat Bambi". I dag ökar småföretagandet i kommunen och bidrar till hela regionens utveckling.

### Administrativ indelning
Staden Požarevac består av följande stadsdelar:
- Braća Vujović
- Bulevar
- Burjan
- Gornja Mala
- Zabela
- Čeda Vasović
- Ljubičevo
- Park
- Radna Mala
- Sopot
- Ceba
- Čačalica
- Vasa Pelagić

## Kända personer från Požarevac
- Dragana Mirković, sångerska
- Milena Pavlović-Barili, konstnär och poet
- Saša Ilić, fotbollsspelare
- Prvoslav Vujčić, författare
- Slobodan Milošević, politiker